# Galería Víctor Manuel II
La Galería de Víctor Manuel II (o Galleria Vittorio Emanuele II, en italiano) es un edificio singular de Milán (Italia) formado por dos arcadas perpendiculares con bóveda de vidrio que se cruzan formando un octágono. Está situado en el lado norte de la Piazza del Duomo, conectando con la Piazza della Scala. Su nombre proviene de Vittorio Emanuele II, primer rey de la Italia unificada; la galería fue diseñada originalmente en 1861 y construida por Giuseppe Mengoni entre 1865 y 1877.

La calle está cubierta por unos arcos de cristal y techo de hierro fundido, un diseño popular para arcadas durante el siglo XIX, como la Burlington Arcade de Londres, que fue el prototipo de las grandes galerías comerciales acristaladas, como las Galeries Royales Saint-Hubert en Bruselas (abiertas en 1847), el «Pasaje» en San Petersburgo (abierto en 1848), la Galleria Umberto I de Nápoles (abierta en 1890) y la Galería de Budapest.

El espacio central es octogonal rematado con una cúpula de cristal. La Galería de Milán es mayor que sus predecesoras y se considera un paso importante en la evolución del moderno centro comercial acristalado y cerrado, del cual fue el precursor directo. Además, es responsable del uso del término «galería» en el contexto de los centros comerciales. El uso de la estructura de hierro inspiró también la Torre Eiffel, en París.

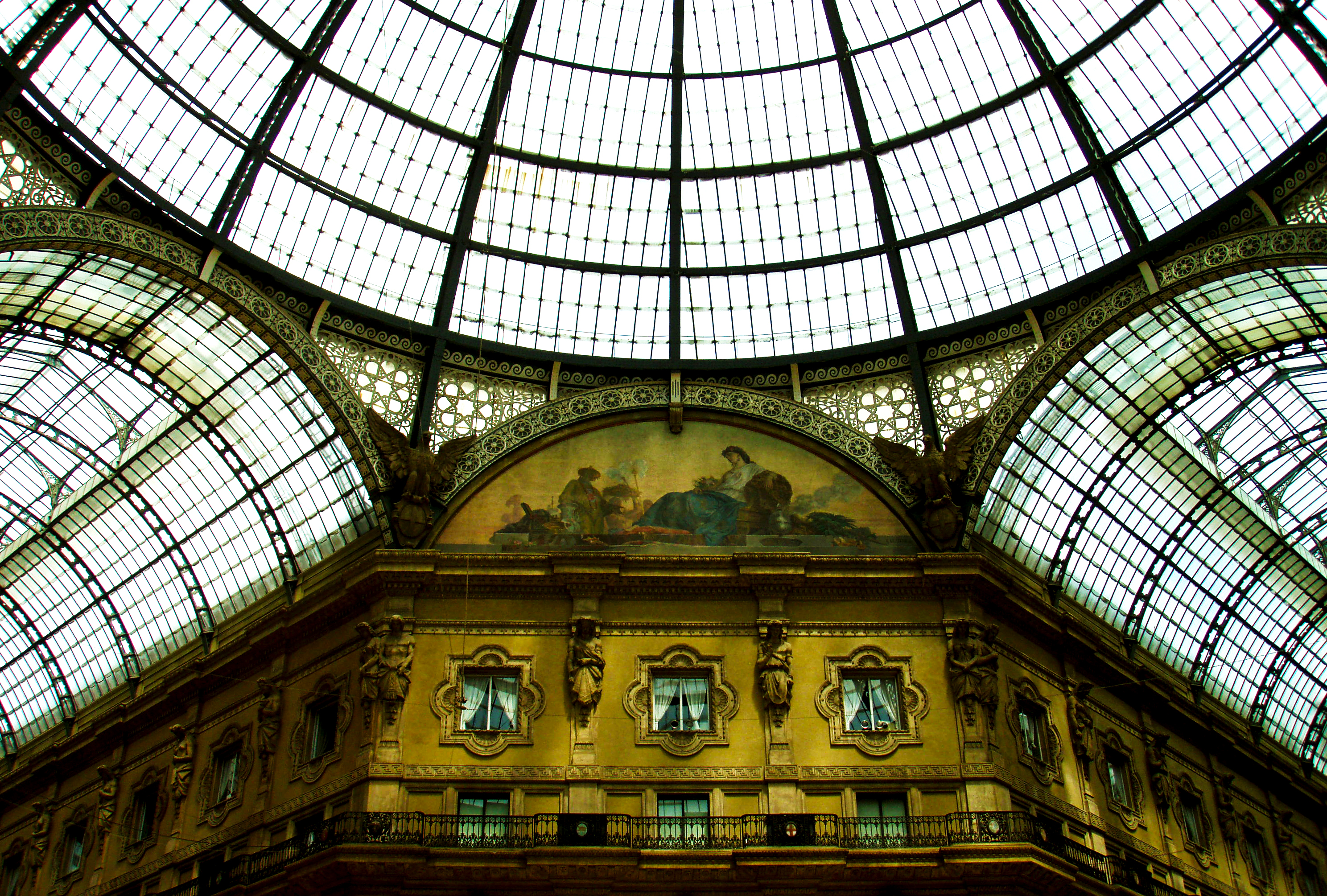
La Galería Víctor Manuel II vista desde el interior.

La Galería conecta dos famosos monumentos de Milán: la catedral o Duomo y el Teatro de La Scala; pero, la Galería, es un hito en sí misma.
Esta galería fue de inspiración para la Galería Gourmet de la película Wonka estrenada a finales de 2023.

## Tiendas, restaurantes y hoteles

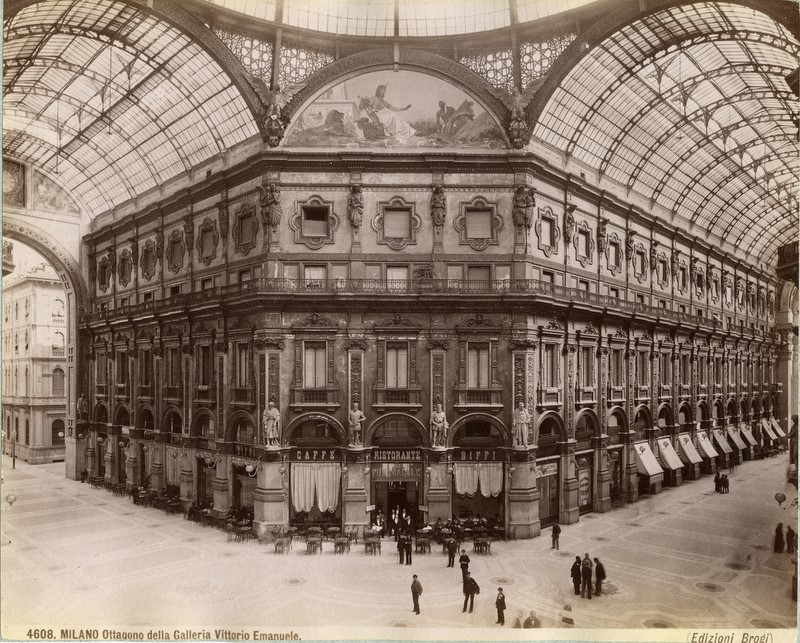
La Galería Víctor Manuel II en 1880.

La Galería es a menudo apodada il salotto di Milano, o «el salón de Milán», debido a sus numerosas tiendas y su importancia como punto de encuentro para compras, comidas.
Más de 130 años después de su inauguración, la galería de cuatro pisos incluye elegantes tiendas que ofrecen desde alta costura y joyas hasta libros y pinturas, así como restaurantes, cafeterías y bares. Directamente comunicado con la Galería Víctor Manuel II, está el hotel de súper–lujo Town House Galleria, que ofrece las habitaciones y servicios más exclusivos (y más caros) de la ciudad. La Galería es famosa por alojar algunos de los establecimientos más antiguos de Milán, como el histórico Café Biffi, fundado en 1867 por Paolo Biffi, Chef Pastelero de Su Majestad y (en 1882) el primer café de Milán que instaló alumbrado eléctrico, el sofisticado restaurante Savini, la platería Bernasconi y el modernista bar Zucca.

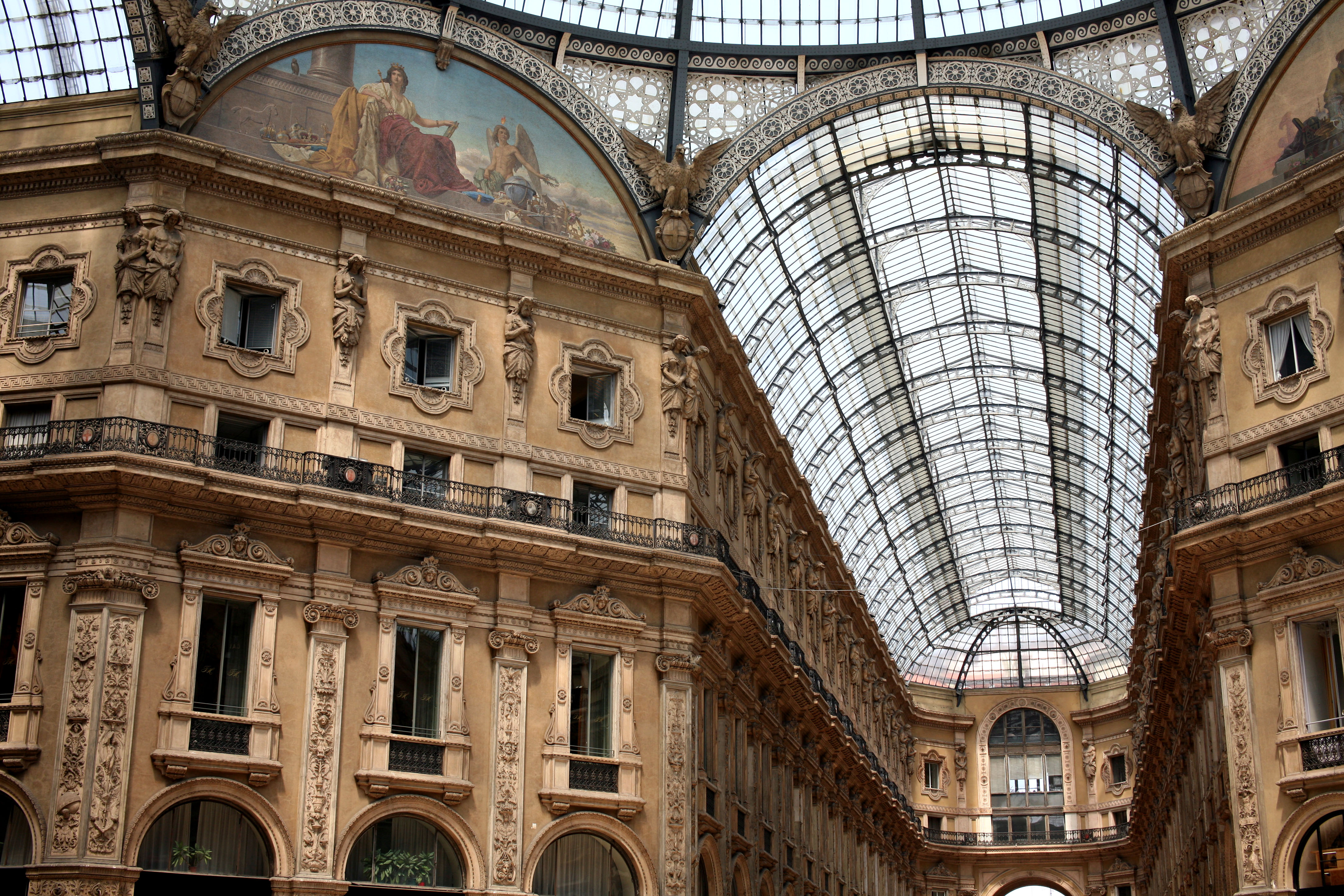
Vista de una de las arcadas con bóveda acristalada de la Galería Víctor Manuel II.

Hoy día, la Galería alberga tiendas como Prada, Massimo Dutti, Gucci y Armani, así como restaurantes de comida rápida como Autogrill.